# 元化路

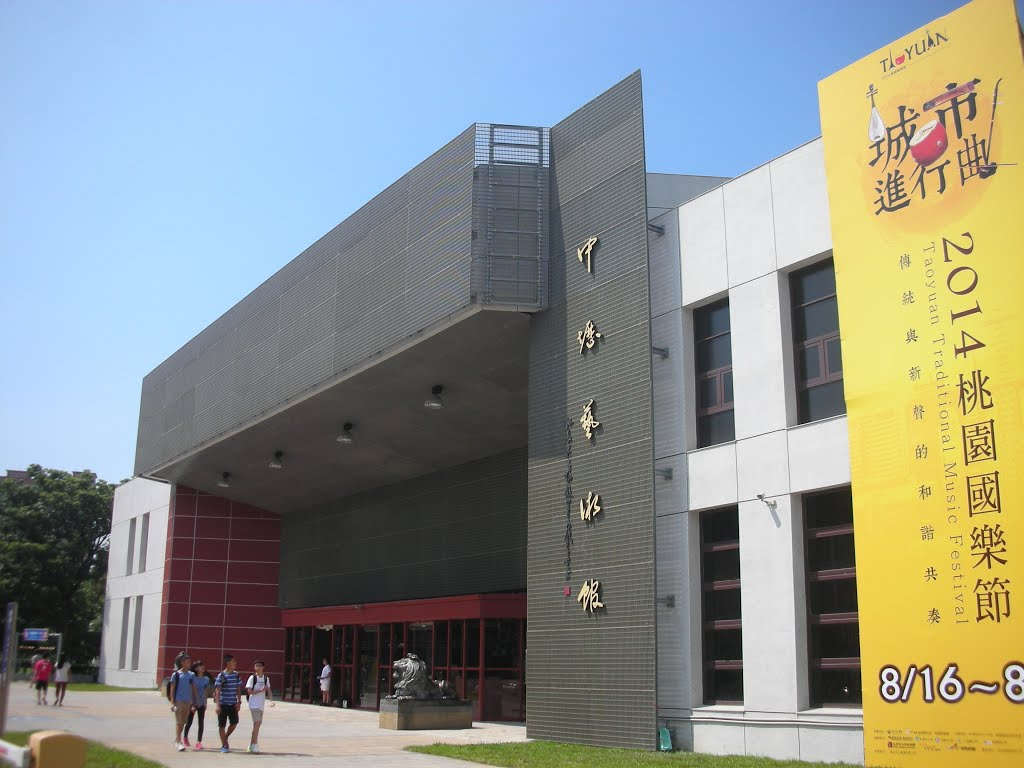
位於中美路與元化路交界的中壢藝術館

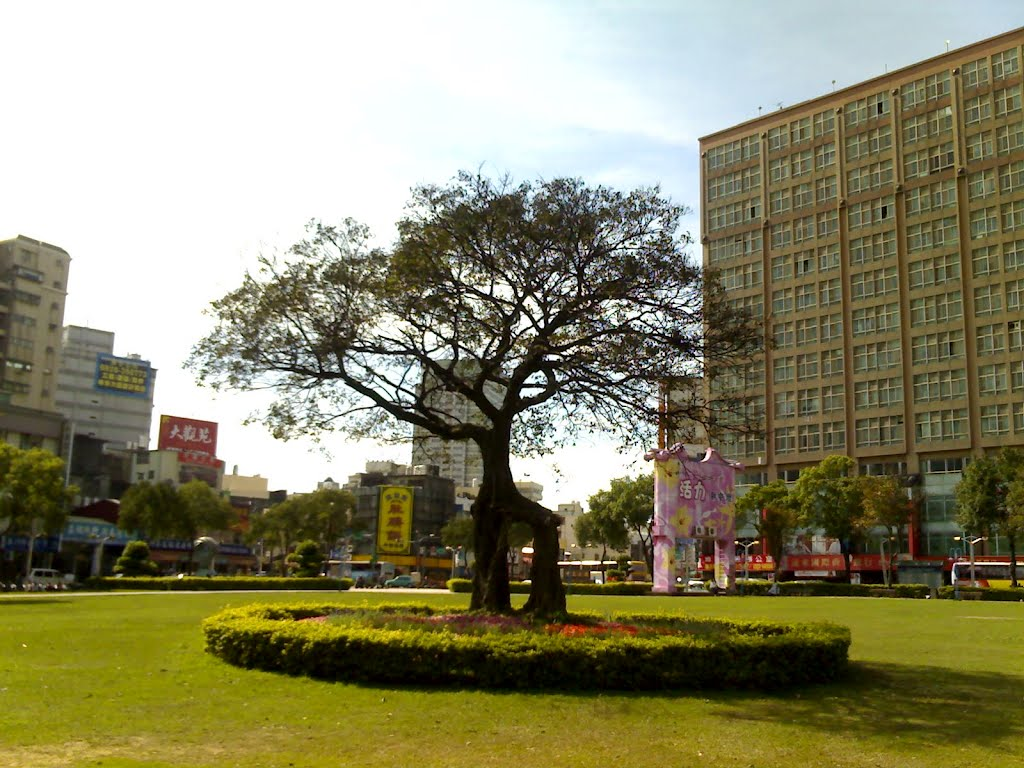
中壢中正公園

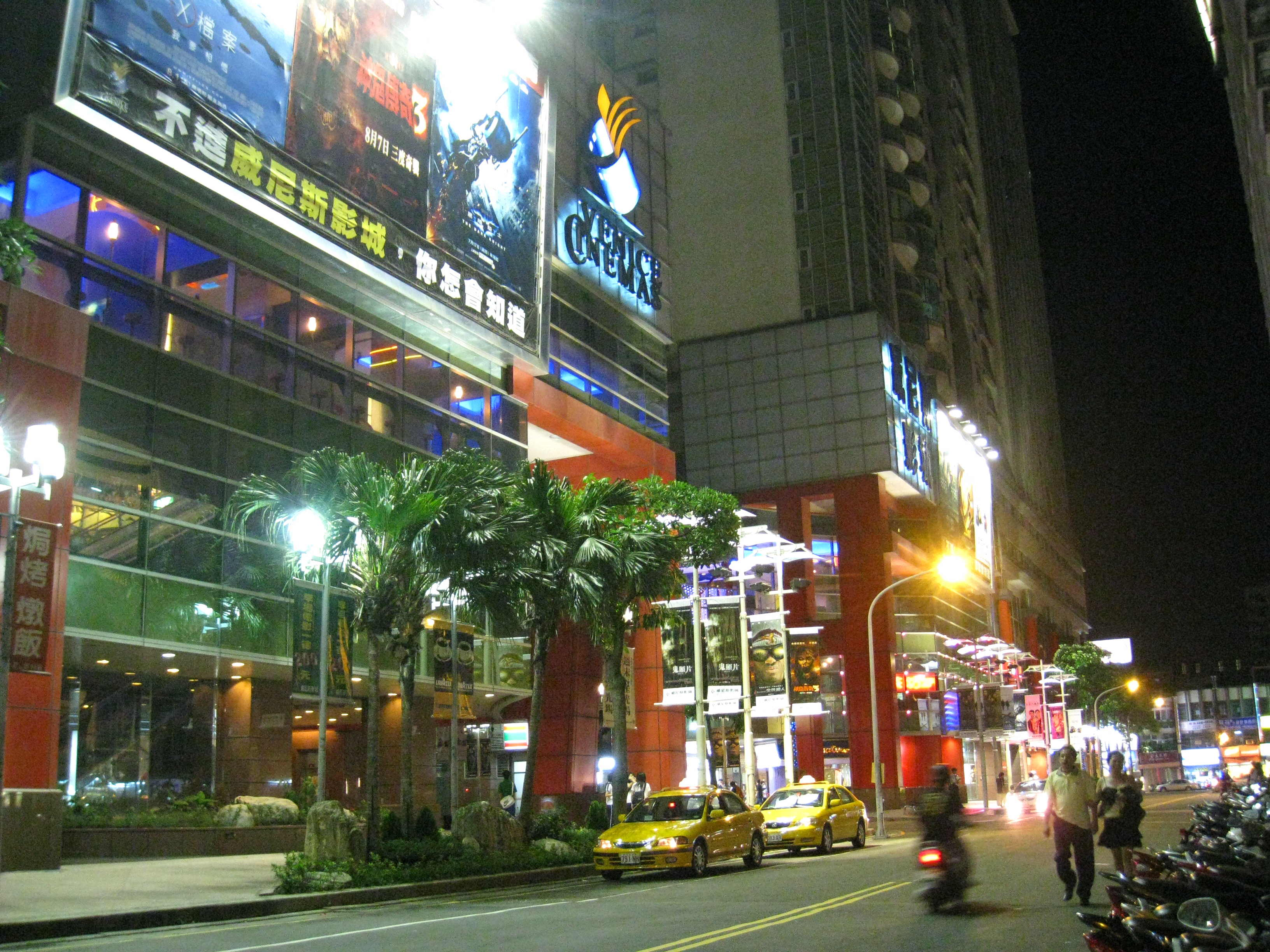
威尼斯影城

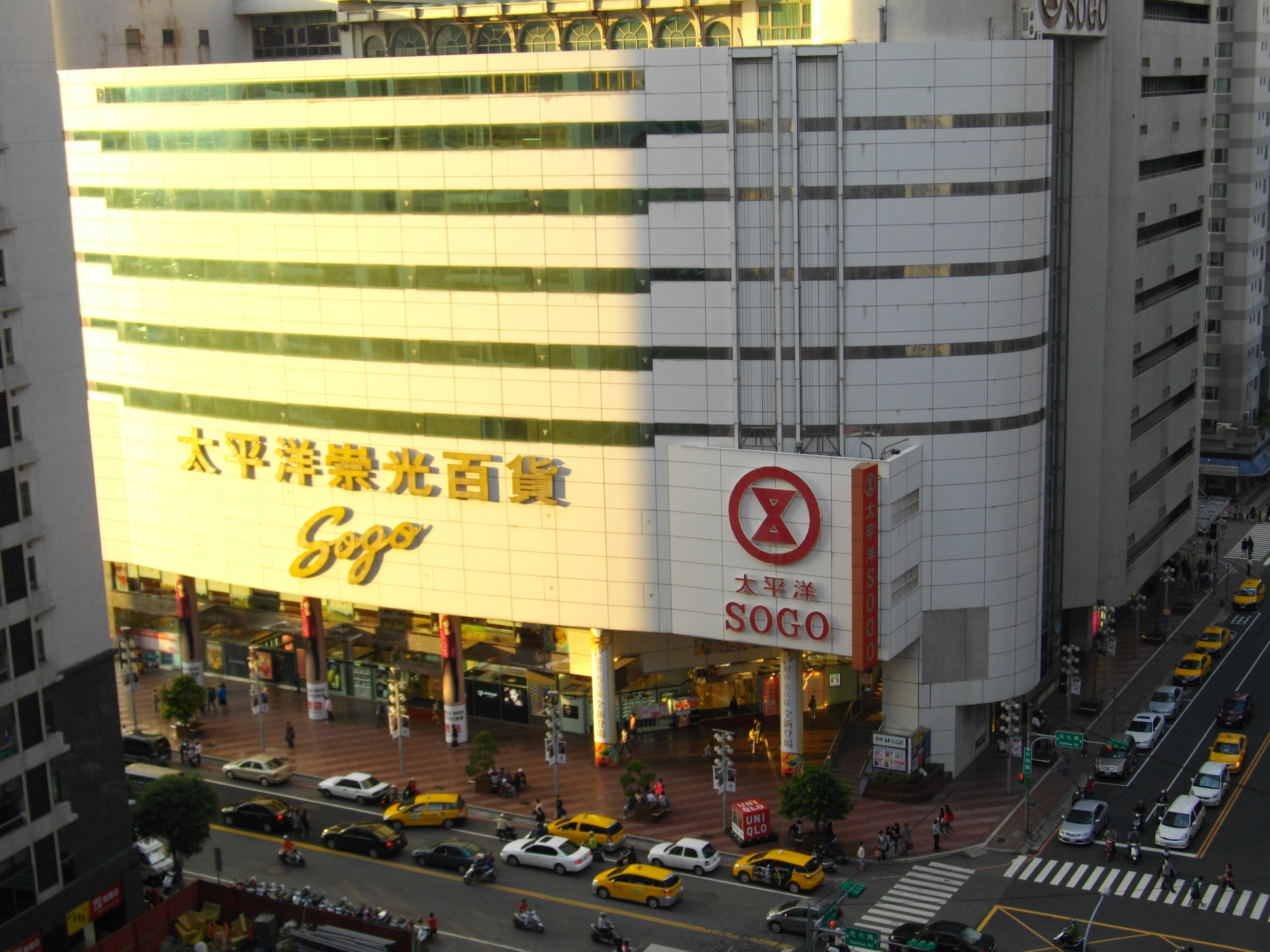
位於元化路與六和路交界的太平洋SOGO百貨中壢店

元化路為臺灣桃園市中壢區的市區重要道路。起自中和路(中壢車站前)；止於義民路二段與民權路二段路口，並銜接新明路。與新明路共同環繞中壢市區。路名取自建於1835年的元化院。

## 沿經行政區域
- 桃園市
  - 中壢區

## 分段
- 元化路：中和路-新生路
- 元化路二段：新生路-民權路二段

## 車道配置

### 元化路
(由東至西)
- 中和路-延平路：雙向各二車道
- 延平路-元化路267巷：
  - 西向：一車道
  - 東向：二車道
- 元化路267巷-慈惠三街：
  - 西向：二車道
  - 東向：一車道
- 慈惠三街-新生路：雙向各二車道

### 元化路二段
(由東至西)
- 新生路-美豐街：雙向各二車道
- 美豐街-義民路二段與民權路：雙向各一車道，並各設有一機車道

## 沿線設施

### 元化路
(由東至西)
- 中壢車站
- 安泰商業銀行中壢分行
- 中央公園
- 中壢藝術館
- 中正公園
- YouBike中正公園（元化路）站
- 中壢社福館
- 元化院
- 宏其婦幼醫院
- 聯邦商業銀行北中壢分行
- 凱都大飯店 （页面存档备份，存于）
- 富邦人壽
- 匯豐商業銀行中壢分行
- 星展銀行中壢分行
- 威尼斯影城
- 銀河廣場
- YouBike銀河廣場
- 太平洋SOGO百貨中壢店
- 山隆加油站新生站

### 元化路二段
(由東至西)
- 桃園市中壢區興國國民小學 （页面存档备份，存于）
- 桃園市政府警察局中壢交通分隊
- 中華郵政中壢興國郵局
- 興國市場
- 老街溪
- YouBike新明橋